# Gisborne (Nouvelle-Zélande)
Pour les articles homonymes, voir Gisborne.
La ville de Gisborne (en maori de Nouvelle-Zélande : Tūranga-nui-a-Kiwa ; « grand lieu de Kiwa ») est située dans le Nord-Est de l'Île du Nord de Nouvelle-Zélande, à l'extrémité nord de la Poverty Bay. La population en 2015 est estimée à 35 000 habitants.

## Histoire
La région de Gisborne est peuplée depuis au moins le XIVe siècle par les tribus Te Aitanga-a-Māhaki, Rongowhakaata, Ngāi Tāmanuhiri et Te Aitanga-a-Hauiti. Celles-ci descendent des voyageurs Te Ikaroa-a-Rauru, Horouta et Takitumu en waka.
Le capitaine James Cook débarque sur cette baie le 8 octobre 1769, qu'il appelle Baie de la Pauvreté.
En 2007 , Gisborne a été affectée par un séisme dont l'épicentre se situait à quelque 50 km à l'est de la côte.

## Climat
Gisborne possède un climat océanique (Köppen: Cfb), avec des étés agréables et des hivers doux. Les temps maximales varient de 25,8 ºC en janvier à 14,7 ºC en juillet; tandis que les temps minimales rangent de 14,7 ºC en février à 5,5 ºC en juillet. La pluviométrie moyenne est assez haute: 1 000,9 mm, avec l'hiver comme la saison plus pluvieuse. Gisborne expérience 106.8 jours pluvieux par an, et la ville se profite de 2296,3 heures d'ensoleillement annuellement.
| Mois                                            | jan.  | fév.  | mars | avril | mai   | juin  | jui.  | août  | sep.  | oct.  | nov.  | déc.  | année   |
| ----------------------------------------------- | ----- | ----- | ---- | ----- | ----- | ----- | ----- | ----- | ----- | ----- | ----- | ----- | ------- |
| Température minimale moyenne (°C)               | 14,3  | 14,7  | 12,8 | 10,3  | 8     | 5,9   | 5,5   | 5,7   | 7,6   | 9,3   | 10,9  | 13,1  | 9,8     |
| Température maximale moyenne (°C)               | 25,8  | 25,7  | 23,8 | 20,9  | 18,4  | 15,7  | 14,7  | 15,7  | 17,6  | 20,1  | 21,7  | 23,8  | 20,3    |
| Record de froid (°C)                            | 2,2   | 3,3   | 0,8  | −1,7  | −3,4  | −3,9  | −4,4  | −5,3  | −2,3  | −0,6  | −0,6  | 0     | −5,3    |
| Record de chaleur (°C)                          | 38,2  | 36,6  | 35,1 | 31    | 27,8  | 23,2  | 21,2  | 23    | 27,1  | 30,8  | 34,8  | 37,2  | 38,2    |
| Ensoleillement (h)                              | 259,9 | 204,9 | 193  | 165,3 | 151,3 | 133,2 | 130,3 | 172,6 | 189,4 | 230,9 | 228,6 | 236,9 | 2 296,3 |
| Précipitations (mm)                             | 71,4  | 65,9  | 94   | 107,1 | 84    | 107,4 | 118,7 | 78,1  | 73,1  | 76,1  | 65,2  | 59,9  | 1 000,9 |
| dont nombre de jours avec précipitations ≥ 1 mm | 6,2   | 7,6   | 9    | 9,4   | 9,9   | 10,2  | 12,4  | 11,1  | 8,7   | 7,3   | 7,8   | 7,2   | 106,8   |
| Humidité relative (%)                           | 70    | 77,4  | 79,8 | 80,5  | 81,1  | 82,4  | 82,3  | 78,6  | 72,4  | 71,5  | 68,3  | 68,7  | 76,1    |

## Économie
L'économie est articulée autour de l'agriculture, de l'horticulture, de la sylviculture et de la production de vin. La ville accueille également de nombreux touristes qui apprécient les plages et la qualité des vagues pour le surf. Il existe un aérodrome.
Le port était autrefois le lieu de passage pour le transport de moutons et de laine. Actuellement, seuls quelques bateaux de pêcheurs ainsi que des bateaux pour l'exportation de mouton subsistent.
La ville est parfois considérée comme la première ville à recevoir la lumière du jour durant l'été austral.
La ville est jumelée à deux villes en Grande-Bretagne (une au Pays de Galles, l'autre en Écosse), à Palm Desert, en Californie, et à la ville de Gisborne, près de Melbourne, en Australie.

## Personnalités nées à Gisborne
- Herbert Williams, (10 octobre 1860 - 7 décembre 1937, 6e évêque anglican du diocèse de Waiapu
- Kelly Evernden (21 septembre 1962- ), joueur professionnel de tennis
- Graham Sligo (24 décembre 1954- ), joueur de hockey sur gazon
- Dame Kiri Te Kanawa (6 mars 1944- ), chanteuse d'opéra
- Rico Gear (26 février 1978- ), joueur de rugby
- Hosea Gear, (16 mars 1984- ), joueur de rugby
- Witi Ihimaera (7 février 1944- ), écrivain Māori
- Ian Kirkpatrick (24 mai 1946- ), ancien capitaine des All Black
- Te Kooti (1820-1893), leader Māori
- Vaughan Jones (31 décembre 1952-6 septembre 2020), mathématicien, Médaille Fields 1990
- George Bridge (1er avril 1995- ), joueur professionnel Néo-Zélandais de rugby à XV.
- Alicia Hoskin (née en 2000), kayakiste néozélandaise, double championne olympique en 2024.

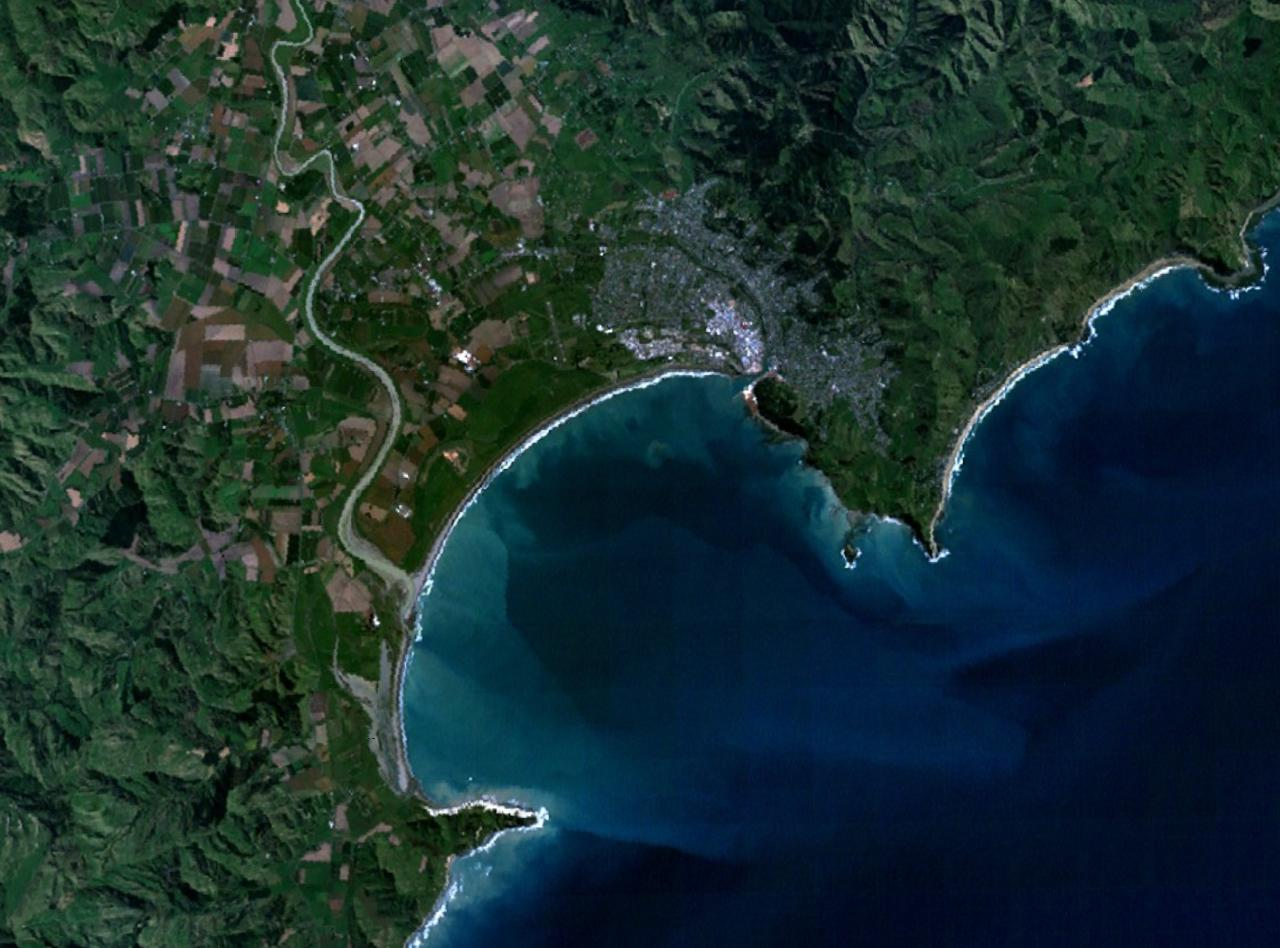
Photo satellite de la ville de Gisborne.